# Konyshovka
Konyshovka (ruso: Конышёвка) es un asentamiento de tipo urbano de Rusia, capital del raión homónimo en la óblast de Kursk.
En 2021, el asentamiento tenía una población de 3599 habitantes. En su territorio no hay pedanías.
Se ubica unos 20 km al norte de Lgov, sobre la carretera que lleva a Zheleznogorsk. Forma una conurbación de más de cuatro mil habitantes con el vecino asentamiento rural de Prilepy, ubicado inmediatamente al oeste y por el que fluye el río Platavka.

## Historia
Se conoce la existencia de la localidad desde el siglo XVII-XVIII, aunque en su origen era una localidad rural de pequeño tamaño, que se distinguía por albergar la iglesia parroquial de los campos de alrededor. En el siglo XIX creció hasta tener casi mil habitantes. En 1861, el pueblo pasó a ser la capital de su propia vólost, en el uyezd de Lgov de la gobernación de Kursk. Su desarrollo urbano comenzó en 1891, cuando se abrió aquí una estación del ferrocarril de Oriol a Lgov. La Unión Soviética le dio el estatus de capital distrital en 1928, al definirse los raiones de la óblast de Chernozem Central, y el de asentamiento de tipo urbano en 1968. En 1975 perdió parte de su término municipal, al separarse el oeste de su casco urbano para formar el asentamiento rural de Prilepy.